# Foieni
Foieni is een Roemeense gemeente in het district Satu Mare.
Foieni telt 1854 inwoners. In de gemeente vormen de Duitsers (Donau-Zwaben) en de Hongaren de belangrijkste bevolkingsgroepen. Voor de Donau-Zwaben is dit de gemeente met het hoogste aandeel Duitsers in heel Roemenië in 2002. 
In de gemeenteraad worden alle 11 zetels bezet door de Hongaarse partij UMDR en de Partij van de Duitsers in Roemenië.
Omdat de Duitsers sterk zijn verhongaarst, is de voertaal in de gemeente voor 96% van de inwoners het Hongaars.
Steden met gemeentestatus: Satu Mare · Carei

Steden zonder gemeentestatus: Ardud · Negrești-Oaș · Tășnad · Livada

Gemeenten: Acâș · Andrid · Apa · Bătarci · Beltiug · Berveni · Bixad · Bârsău · Bogdand · Botiz · Călinești-Oaș · Cămărzana · Cămin · Căpleni · Căuaș · Cehal · Certeze · Craidorolț · Crucișor · Culciu · Doba · Dorolț · Foieni · Gherța Mică · Halmeu · Hodod · Homoroade · Lazuri · Medieșu Aurit · Micula · Moftin · Odoreu · Orașu Nou · Păulești · Petrești · Pir · Pișcolt · Pomi · Sanislău · Santău · Săcășeni · Săuca · Socond · Supur · Tarna Mare · Terebești · Tiream · Târșolț · Turț · Turulung · Urziceni · Valea Vinului · Vama · Vetiș · Viile Satu Mare